# 케냐타 국제 컨벤션 센터

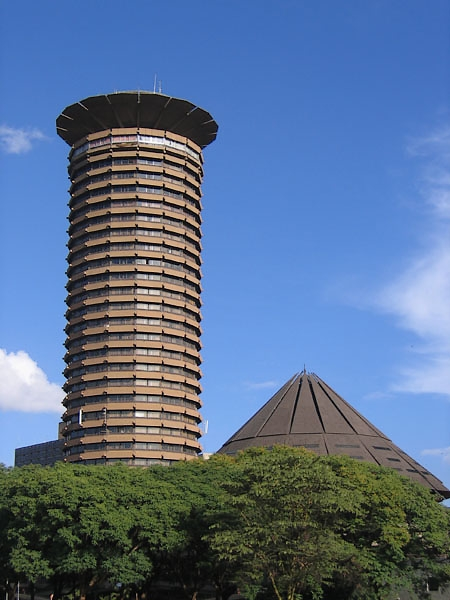
케냐타 국제 컨벤션 센터

케냐타 국제 컨벤션 센터(Kenyatta International Convention Centre; KICC)는 케냐 나이로비에 있는 32층 건물로 수많은 정부 사무소들이 있다. KICC는 아프리카에서 가장 컨퍼런스를 많이 개최하는 건물들 중 하나다. 현재 케냐에서 7번째 최고층인 건물 텔레포스타 타워스가 1999년에 완공되기 전까지 나이로비 최고층 건물이었다. 해당 건물 공사는 조모 케냐타가 고안하여 1974년에 완공됐다.